# Biyaya
Le Biyaya est une danse mixte et circulaire mahoraise, pratiquée aussi dans les autres iles de l'archipel des Comores[réf. nécessaire]. On forme un rond et on se suit les uns les autres, en faisant des pas en avant et des pas en arrière ; la danse est cadencée par l'ensemble ngôma (plusieurs tambours à deux peaux). Auparavant les sonnailles macheves que les danseurs portaient aux pieds participaient comme instruments de musique.

## Circonstances
Auparavant, cette danse était pratiquée lors du Msada, une entraide, par exemple lors des moissons ou de la construction d'une maison. Désormais, elle se pratique lors de festivals ou diverses manifestations, notamment politiques. Elle se pratique alors un peu différemment puisque les danseurs alternent la formation circulaire avec une formation en rangée lorsqu'ils sont sur scène face au public. Cette danse est devenue rare.